# Асиспори
Асиспори (груз. ასისფორი; также Асис-хеви, Арсис-хеви или Арсиац-пор)  — исторически регион на территории современной Турции, входившая в состав исторического региона Тао. Находилась в среднем течении реки Чорох между областями Кларджети и Спери, в части долины Чороха, расположенной между долинами рек Бархал и Тортум.
Название происходит от села Арсиси, которое располагалось на правом берегу реки Чорох. В грузинских источниках регион впервые упоминается в XI веке в «Летопись Картли» в связи с событиями VIII века. В этот период Асиспори входил в владения Адарнасе I Багратиони.
В 1080 году регион был разорён турками-сельджуками. С 70-х годов XIII века Асиспори  входил в состав Самцхе-Саатабаго. С XI по XVI века значительная часть территории находилась под контролем феодального рода Кавкасидадзе, из-за чего в грузинских источниках XIV–XVI веков регион также известен как «Сакавкасидзео» (владение Кавкасидадзе). Последнее упоминание Асиспори относится к XV–XVI векам.
В 1549–1550 годах регион, вместе со всем Тао, был захвачен Османской империей. На его территории была образована административная единица (лива) Пертекрек, позже переименованная в Киским. Лива впоследствии вошла в состав Ахалцихского пашалыка (Чылдырского эялета).

## Исторические поселения
К числу исторических поселений региона относятся:
- Охта-Экклесия
- Ше
- Арсиси
- Неджахи
- Пертекрек
- Киским

## Ст. также
- Асиспори (крепость)